# Intergalaktisk rejse
En intergalaktisk rejse er hvor et objekt f.eks. en rumsonde foretager en rejse mellem galakserne. Dette er endnu sværere og langt mere tidskrævende end en interstellar rejse, og rejsen vil i bedste fald tage millioner af år på grund af de ufatteligt store afstande.
En sådan rejse er yderst spekulativ. Den vil sandsynligvis først blive aktuel når hele Mælkevejen er udforsket i en fjern fremtid (dette kunne tænkes at ske ved hjælp af nanomaskiner der kan opbygge kopier af sig selv og sende disse videre til hele Mælkevejen). 
Modsat stjernerne som ligger langt fra hinanden i forhold til stjernernes egen størrelse, så ligger galakserne tæt ved hinanden, i forhold til galaksernes egen størrelse.
De ligger f.eks. med en gennemsnitsafstand på ca. 20 galaksediametere (i forhold til en galakse af gennemsnitsstørrelse).
Skal en tænkt rumsonde forlade Mælkevejen med kurs mod en anden galakse, så skal rumsondens hastighed være større end Mælkevejens undvigelseshastighed, – dvs. den bestemte hastighed som energimæssigt modsvarer det træk Mælkevejens samlede tyngdekraft vil have.
Der skal også tages højde for at de fleste galakser har en hastighed bort fra Mælkevejen, da de er på vej bort fra os på grund universets udvidelse. Den store Andromedagalakse er dog på vej mod os og vil kollidere med Mælkevejen om ca. 3 miliarder år, grundet den indbyrdes gravitition mellem de to, så denne galakse ville være et oplagt rejsemål.
I science fiction beskriver man ofte rejser mellem stjernerne, og det fører ofte til at man i nogle af historierne på et tidspunkt har udforsket hele vores egen galakse (Mælkevejen), og man har måske endda til sidst etableret et galaktisk imperium. Det kan derfor synes tankevækkende at man ikke tager skridtet fuldt ud og rejser til andre galakser, og udbreder imperiet til dem også. Poul Andersons roman: "tau zero" handler om et rumskib, der ved et uheld ender med at tage på en rejse mellem galakserne.
Den hastighed en rumsonde skal have for at forlade Mælkevejen er svær at bestemme helt præcist, da man ikke kende den præcise masse af Mælkevejen, men flere mener at den krævede hastighed ligger et sted mellem 300 km/s og 1000 km/s.
Nogle, som f.eks. Frank Tipler, mener at man i en fjern fremtid kunne kolonisere mælkevejen med Von Neumann sonder over ca. 1 million år, vor lokale galaksehob over 10 millioner år, og den lokale superhob over en tidsperiode på 100 millioner år.